# Liste des barrages hydroélectriques les plus puissants

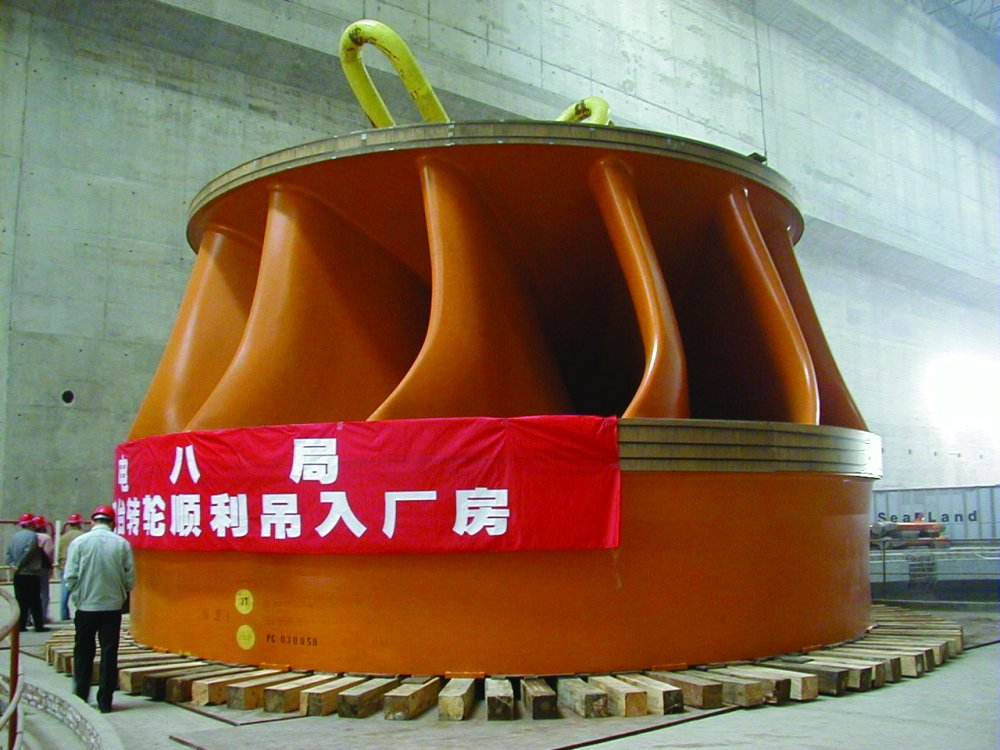
Une des turbines Francis du barrage des Trois-Gorges.

Cet article établit la liste des barrages hydroélectriques les plus puissants au monde ; plus précisément, ce sont les barrages qui sont couplés à une centrale hydroélectrique de plus de 2 000 MW.

## Liste des barrages en exploitation
|    | Nom                            | Pays                 | Cours d'eau        | Puissance (MW) | Production annuelle (TWh/an) | Mise en service    |
| -- | ------------------------------ | -------------------- | ------------------ | -------------- | ---------------------------- | ------------------ |
| 1  | Barrage des Trois-Gorges       | Chine                | Yangzi Jiang       | 22 500         | 98,1                         | 2008 / 2012        |
| 2  | Barrage d'Itaipu               | Brésil / Paraguay    | Paraná             | 14 000         | 98,3                         | 1984 / 1991 / 2003 |
| 3  | Barrage de Xiluodu             | Chine                | Yangzi Jiang       | 13 860         | 57,1                         | 2014               |
| 4  | Barrage de Belo Monte          | Brésil               | Rio Xingu          | 11 233         | 40,04                        | 2019               |
| 5  | Barrage de Guri                | Venezuela            | Caroní             | 10 200         | 53,41                        | 1978 / 1986        |
| 5  | Barrage de Wudongde            | Chine                | Yangzi Jiang       | 10 200         | 38,91                        | 2021               |
| 7  | Barrage de Tucuruí             | Brésil               | Rio Tocantins      | 8 370          | 41,43                        | 1984 / 2007        |
| 8  | Aménagement Robert-Bourassa    | Canada               | La Grande Rivière  | 7 722          | 37,4                         | 1979 / 1991        |
| 9  | Barrage de Grand Coulee        | États-Unis           | Columbia           | 6 809          | 21                           | 1942 / 1980        |
| 10 | Barrage de Xiangjiaba          | Chine                | Yangzi Jiang       | 6 448          | 30,7                         | 2014               |
| 11 | Barrage de Longtan             | Chine                | Hongshui           | 6 426          | 18,7                         | 2009               |
| 12 | Barrage de Saïano-Chouchensk   | Russie               | Ienisseï           | 6 400          | 26,8                         | 1985 / 1989        |
| 13 | Barrage de Krasnoïarsk         | Russie               | Ienisseï           | 6 000          | 20,4                         | 1972               |
| 14 | Barrage de Nuozhadu            | Chine                | Mékong             | 5 850          | 23,9                         | 2014               |
| 15 | Centrale de Churchill Falls    | Canada               | Fleuve Churchill   | 5 428          | 35                           | 1971               |
| 16 | Barrage de Tarbela             | Pakistan             | Indus              | 4 888          | 14,72                        | 1977 / 2018        |
| 17 | Barrage de Jinping II          | Chine                | Yalong             | 4 800          | 24,23                        | 2014               |
| 18 | Barrage de Bratsk              | Russie               | Angara             | 4 500          | 22,6                         | 1967               |
| 19 | Complexe de Paulo Afonso (en)  | Brésil               | São Francisco      | 4 279          | ‍                             | 1955 / 1979        |
| 20 | Barrage de Laxiwa              | Chine                | Fleuve Jaune       | 4 200          | 10,2                         | 2010               |
| 21 | Barrage de Xiaowan             | Chine                | Mékong             | 4 200          | 19                           | 2010               |
| 22 | Barrage d'Oust-Ilimsk          | Russie               | Angara             | 3 840          | 21,7                         | 1975 / 1980        |
| 23 | Barrage de Jirau               | Brésil               | Rio Madeira        | 3 750          | 19,14                        | 2016               |
| 24 | Barrage de Jinping I           | Chine                | Yalong             | 3 600          | 17                           | 2014               |
| 25 | Barrage de Santo Antônio       | Brésil               | Rio Madeira        | 3 568          | 17,5                         | 2016               |
| 26 | Barrage d'Ilha Solteira        | Brésil               | Paraná             | 3 444          | 17,9                         | 1973               |
| 27 | Barrage d'Ertan                | Chine                | Yalong             | 3 300          | 17                           | 1999               |
| 28 | Barrage de Pubugou             | Chine                | Dadu               | 3 300          | 14,6                         | 2010               |
| 29 | Barrage de Yacyretá            | Argentine / Paraguay | Paraná             | 3 200          | 20,09                        | 1998               |
| 30 | Barrage de Macagua             | Venezuela            | Caroní             | 3 167          | 15,2                         | 1961               |
| 31 | Barrage de Xingó               | Brésil               | Rio São Francisco  | 3 162          | 18,7                         | 1997               |
| 32 | Centrale de Bath County (STEP) | États-Unis           | Back Creek         | 3 003          | 3,32                         | 1985               |
| 33 | Barrage de Goupitan            | Chine                | Wu Jiang           | 3 000          | 9,67                         | 2009               |
| 34 | Barrage de Guanyinyan          | Chine                | Yangzi Jiang       | 3 000          | 13,26                        | 2016               |
| 35 | Barrage de Nourek              | Tadjikistan          | Vakhch             | 3 000          | 11,2                         | 1979 / 1988        |
| 36 | Barrage de Bogoutchany         | Russie               | Angara             | 2 997          | 17,6                         | 2014               |
| 37 | Barrage Mica                   | Canada               | Columbia           | 2 805          | 8,26                         | 1973 / 2015        |
| 38 | Centrale La Grande-4           | Canada               | La Grande Rivière  | 2 779          | 13,67                        | 1986               |
| 39 | Barrage W. A. C. Bennett       | Canada               | Rivière de la Paix | 2 730          | 13,1                         | 1968               |
| 40 | Barrage de Gezhouba            | Chine                | Yangzi Jiang       | 2 715          | 17,01                        | 1988               |
| 41 | Barrage de Volgograd           | Russie               | Volga              | 2 671          | 12,25                        | 1958 / 1961        |
| 42 | Centrale Manic-5 et 5-PA       | Canada               | Manicouagan        | 2 660          | 6,94                         | 1970 / 1989        |
| 43 | Barrage de Chef Joseph         | États-Unis           | Columbia           | 2 620          | 12,52                        | 1961 / 1979        |
| 44 | Barrage de Changheba           | Chine                | Dadu               | 2 600          | 10,79                        | 2017               |
| 45 | Barrage de Dagangshan          | Chine                | Dadu               | 2 600          | 11,45                        | 2015               |
| 46 | Barrage de Zhiguli-Kouybichev  | Russie               | Volga              | 2 488          | 8,8                          | 1957               |
| 47 | Barrage de Revelstoke          | Canada               | Columbia           | 2 480          | 7,82                         | 1984               |
| 48 | Centrale de Huizhou (STEP)     | Chine                | Rivière des Perles | 2 448          | 4,2                          | 2007 / 2011        |
| 49 | Centrale Robert Moses Niagara  | États-Unis           | Niagara            | 2 429          | 14,18                        | 1961               |
| 50 | Barrage Chicoasén              | Mexique              | Río Grijalva       | 2 430          | 4,85                         | 1980               |
| 51 | Centrale La Grande-3           | Canada               | La Grande Rivière  | 2 417          | 12,48                        | 1984               |
| 52 | Barrage Atatürk                | Turquie              | Euphrate           | 2 400          | 8,9                          | 1993               |
| 52 | Barrage de Bakun               | Malaisie             | Balui (en)         | 2 400          | 16,79                        | 2011               |
| 52 | Barrage de Guandi              | Chine                | Yalong             | 2 400          | 11,87                        | 2013               |
| 52 | Barrage de Jinanqiao           | Chine                | Yangzi Jiang       | 2 400          | 11,04                        | 2011               |
| 52 | Barrage de Liyuan              | Chine                | Yangzi Jiang       | 2 400          | 10,7                         | 2015               |
| 52 | Barrage de Sơn La              | Vietnam              | Rivière Noire      | 2 400          | 10,25                        | 2012               |
| 52 | Centrale de Guangzhou (STEP)   | Chine                | Rivière des Perles | 2 400          | 3,8                          | 2000               |
| 59 | Barrage des Portes de Fer I    | Roumanie / Serbie    | Danube             | 2 192          | 11,3                         | 1972               |
| 60 | Barrage John Day               | États-Unis           | Columbia           | 2 160          | 8,42                         | 1971               |
| 60 | Barrage de Caruachi            | Venezuela            | Caroní             | 2 160          | 12,95                        | 2006               |
| 60 | Barrage de Ludila              | Chine                | Yangzi Jiang       | 2 160          | 9,96                         | 2015               |
| 63 | Haut barrage d'Assouan         | Égypte               | Nil                | 2 100          | 11                           | 1967 / 1970        |
| 64 | Barrage d'Itumbiara            | Brésil               | Paranaíba          | 2 082          | 9,02                         | 1980               |
| 65 | Barrage Hoover                 | États-Unis           | Colorado           | 2 080          | 4                            | 1936 / 1961        |
| 66 | Barrage de Cahora Bassa        | Mozambique           | Zambèze            | 2 075          | 4                            | 1975               |
| 67 | Barrage de Laúca               | Angola               | Kwanza             | 2 070          | 8,64                         | 2020               |
| 68 | Barrage de la Grande-Dixence   | Suisse               | Dixence            | 2 069          | 4,51                         | 1965               |
| 69 | Barrage de The Dalles          | États-Unis           | Columbia           | 2 038          | ‍                             | 1957               |
| 70 | Barrage de Boureïa             | Russie               | Boureïa            | 2 010          | 5,07                         | 2009               |
| 71 | Barrage d'Ahai                 | Chine                | Yangzi Jiang       | 2 000          | 8,88                         | 2014               |
| 71 | Barrage de Karun-1             | Iran                 | Karoun             | 2 000          | ‍                             | 1976               |
| 71 | Barrage de Karun-3             | Iran                 | Karoun             | 2 000          | 4,14                         | 2005               |
| 71 | Barrage de Lijiaxia            | Chine                | Fleuve Jaune       | 2 000          | ‍                             | 2000               |
| 71 | Barrage Masjed Soleiman        | Iran                 | Karoun             | 2 000          | 3,7                          | 2007               |
| 71 | Barrage de Tehri               | Inde                 | Bhagirathi         | 2 000          | 6,2                          | 2006               |

## Liste des barrages en construction
|   | Nom                          | Pays        | Cours d'eau  | Puissance (MW) | Mise en service |
| - | ---------------------------- | ----------- | ------------ | -------------- | --------------- |
| - | Barrage de Baihetan          | Chine       | Yangzi Jiang | 16 000         | 2022            |
| - | Barrage de la Renaissance    | Éthiopie    | Nil Bleu     | 5 150          | 2022            |
| - | Barrage de Diamer-Bhasha     | Pakistan    | Indus        | 4 500          | 2028            |
| - | Barrage de Dasu              | Pakistan    | Indus        | 4 320          | 2025            |
| - | Barrage de Rogoun            | Tadjikistan | Vakhch       | 3 600          | 2028            |
| - | Centrale de Fengning (STEP)  | Chine       | -            | 3 600          | 2021            |
| - | Barrage de Lianghekou        | Chine       | Yalong       | 3 000          | 2023            |
| - | Centrale de Kannagawa (STEP) | Japon       | Minamiaiki   | 2 820          | 2020            |
| - | Barrage d'Ituango            | Colombie    | Cauca        | 2 400          | 2021            |
| - | Barrage de Tocoma            | Venezuela   | Caroní       | 2 300          | inconnue        |
| - | Centrale du Dniestr (STEP)   | Ukraine     | Dniestr      | 2 268          | 2026            |
| - | Barrage de Yebatan           | Chine       | Yangzi Jiang | 2 240          | 2025            |
| - | Barrage de Maerdang          | Chine       | Fleuve Jaune | 2 200          | inconnue        |
| - | Barrage de Caculo Cabaça     | Angola      | Kwanza       | 2 172          | 2024            |
| - | Barrage de Koysha            | Éthiopie    | Omo          | 2 160          | 2023            |
| - | Barrage Julius Nyerere       | Tanzanie    | Rufiji       | 2 115          | 2022            |
| - | Barrage de Shuangjiangkou    | Chine       | Dadu         | 2 000          | 2023            |
| - | Centrale Snowy 2.0 (STEP)    | Australie   | Tumut (en)   | 2 000          | 2026            |
| - | Barrage du bas Subansiri     | Inde        | Subansiri    | 2 000          | 2023            |

## Liste des barrages en projet
|   | Nom                     | Pays                             | Cours d'eau  | Puissance (MW) |
| - | ----------------------- | -------------------------------- | ------------ | -------------- |
| - | Barrage de Medog        | Chine                            | Brahmapoutre | 60 000         |
| - | Barrage Grand Inga      | République démocratique du Congo | Congo        | 40 000         |
| - | Barrage de TaSang       | Birmanie                         | Salouen      | 7 110          |
| - | Barrage de Bunji (en)   | Pakistan                         | Indus        | 7 100          |
| - | Barrage de Myitsone     | Birmanie                         | Irrawaddy    | 3 600          |
| - | Barrage de Mambilla     | Nigeria                          | Donga (en)   | 3 050          |
| - | Barrage de Dibang (en)  | Inde                             | Dibang       | 2 880          |
| - | Barrage de Batoka Gorge | Zimbabwe                         | Zambèze      | 2 400          |
| - | Barrage de Gull Island  | Canada                           | Churchill    | 2 250          |
| - | Barrage de Lawa (en)    | Chine                            | Yangzi Jiang | 2 000          |

## Autres barrages
Quelques autres barrages dont la puissance est comprise entre 1 000 et 1 999 MW :
- Barrage de Hòa Bình, Rivière Noire, Viêt Nam, 1994, 1 920 MW
- Centrale de Beauharnois, Fleuve Saint-Laurent, Québec, Canada, 1961, 1 903 MW
- Barrage de Salto Grande, Rio Uruguay, Argentine, Uruguay, 1979, 1 890 MW
- Barrage de Xiaolangdi, fleuve Jaune, Chine, 2000, 1 836 MW
- Barrage de Grand'Maison, Eau d'Olle, France, 1988, 1 820 MW
- Barrage de Coca Codo Sinclair, Coca , Équateur, 2016, 1 500 MW
- Centrale Sir Adam Beck II, rivière Niagara, Ontario, Canada, 1 499 MW[8]
- Centrale La Grande-1, La Grande Rivière, Québec, Canada, 1996, 1 436 MW
- Barrage de Saratov, Volga, Russie, 1956, 1 360 MW
- Barrage de la Zeïa, Zeïa (affluent du fleuve Amour), Russie, 1980, 1 330 MW
- Barrage d'Inguri, Ingouri, Géorgie, 1987, 1 320 MW
- Centrale de Limestone, fleuve Nelson, Manitoba, Canada, 1990, 1 340 MW[9].
- Centrale d'Entracque, torrent Gesso, Piémont, Italie, 1989, 1 318 MW
- Centrales de l'Eastmain-1 et de l'Eastmain-1-A, rivière Eastmain, Québec, Canada, 2012, 1 275 MW
- Centrale René-Lévesque, Rivière Manicouagan, Québec, Canada, 1965, 1 244 MW
- Centrale de Kettle, fleuve Nelson, Manitoba, Canada, 1970, 1 220 MW[9]
- Centrale Bersimis-1, Rivière Betsiamites, Québec, Canada, 1956, 1 178 MW
- Centrale Jean-Lesage, Rivière Manicouagan, Québec, Canada, 1965, 1 123 MW
- Centrale hydroélectrique de Sima, rivières Bjoreio, Sima et Osa, comté de Hordaland, Norvège, 1980, 1 120 MW[10]
- Barrage de Bonneville, fleuve Columbia, États-Unis, 1937/1981, 1 077 MW
- Centrale R.H. Saunders, Fleuve Saint-Laurent, Ontario, Canada, 1959, 1 045 MW[11]
- Barrage de Nam Theun 2,  Nam Theun, Laos, 2010, 1064 MW
- Centrale aux Outardes-3, Rivière aux Outardes, Québec, Canada, 1969, 1 026 MW
- Barrage de Votkinsk, Kama, république d'Oudmourtie, Russie, 1961, 1 020 MW
- Barrage de Karun-4, Karoun, Iran, 2011, 1 020 MW
- Centrale de Roncovalgrande, Lac Delio, Lombardie, Italie, 1973, 1 016 MW
- Centrale de Long Spruce, fleuve Nelson, Manitoba, Canada, 1977, 1 010 MW[9]
- Centrale d'Edolo, Oglio, Lombardie, Italie, 1985, 1 000 MW
- Centrale hydroélectrique de Presenzano, Volturno, Campanie, Italie, 1991, 1 000 MW